# Latécoère 611
Pour les articles homonymes, voir Latécoère.
Le Latécoère 611 était un projet d'hydravion de reconnaissance. Il ne fut construit qu'en un seul exemplaire Cependant, il servit pendant la Seconde Guerre mondiale, utilisé par la Marine nationale française (Vichy) puis les Forces navales françaises libres.

## Conception et développement
En mai 1935, la Marine française publie un cahier des charges pour un hydravion à long rayon d'action destiné à remplacer le Breguet 521 démodé et dépassé. Pour répondre à la demande, Latécoère conçoit le Latécoère 611. C'est un monoplan à aile haute propulsé par quatre moteurs en étoile Gnome & Rhône 14N avec empennage double, entièrement métallique. Les flotteurs stabilisateurs se rétractent dans les nacelles des moteurs extérieurs. Le prototype est assemblé à Biscarrosse, le premier vol a lieu le 8 mars 1939 et est effectué par Pierre Crespy.
Il est prévu que l'appareil soit armé de canons de 25 mm en tourelle dorsale or cet armement est indisponible. Il est remplacé par une tourelle à deux mitrailleuses Darne jumelées de calibre 7,5 mm, avec ultérieurement quatre mitrailleuses tirant par des hublots et deux en queue, rétractables.
En décembre 1939, la Marine française émet un bon de commande pour 12 exemplaires d'une version modifiée, le Latécoère 612, qui devra être propulsé par quatre moteurs en étoile Pratt & Whitney R-1830. Ces appareils ne furent jamais livrés.

## Histoire opérationnelle
Le prototype est livré à la Marine le 12 avril 1940 et est baptisé « Achenar »
. Il est envoyé en Afrique du Nord en juin 1940 puis désarmé aux termes de l'Armistice. Après une collision avec un autre hydravion, il entre en service avec la Marine du Gouvernement de Vichy le 15 octobre 1941, opérant entre Port-Lyautey et Dakar au sein de l'escadrille 4E.
En novembre 1942, à la suite du débarquement en AFN, l'escadrille opte pour les Forces françaises libres, menant des patrouilles sur l'Atlantique sud. Plus tard, en fin octobre 1943, l'escadrille est agrandie pour former la flottile 7F qui continue à faire voler le Latécoère 611 aux côtés des Short Sunderland. Il est réarmé en 1944 avec deux mitrailleuses Browning calibre .50 en tourelle et une en queue.
L'unique Latécoère 611 est finalement retiré du service comme transport en 1947.

## Variantes
Latécoère 610
Études en vue d'un hydravion à coque militaire propulsé par 4 moteurs Hispano-Suiza 14AA de 1 000 ch.
Latécoère 611
Prototype motorisé avec 4 moteurs Gnome et Rhône 14N. Un seul exemplaire construit.
Latécoère 612
Une version proposée pour la production mue par quatre moteurs Pratt & Whitney R-1830, 12 commandés mais non-produits.

## Opérateurs
France
- Marine nationale française

## Sources
- (en) Cet article est partiellement ou en totalité issu de l’article de Wikipédia en anglais intitulé « Latécoère 611 » (voir la liste des auteurs).